# Quechee
Quechee es un lugar designado por el censo ubicada en el condado de Windsor en el estado estadounidense de Vermont. En el año 2010 tenía una población de 656 habitantes.

## Geografía
Quechee se encuentra ubicada en las coordenadas 43°38′46″N 72°25′09″O / 43.64611, -72.41917.